# Pararezendesius
Pararezendesius is een geslacht van hooiwagens uit de familie Gonyleptidae.
De wetenschappelijke naam Pararezendesius is voor het eerst geldig gepubliceerd door H. Soares in 1972. 

## Soorten
Pararezendesius is monotypisch en omvat slechts de volgende soort:
- Pararezendesius luridus